# メルボルン万国博覧会
メルボルン万国博覧会（メルボルンばんこくはくらんかい, Expo 1880）は、1880年10月1日から1881年4月30日までオーストラリアのメルボルンで開催された国際博覧会である。33ヶ国が参加し、会期中133万人が来場した。このとき会場の中心として建設された王立展示館は、2004年に世界遺産に登録されている。

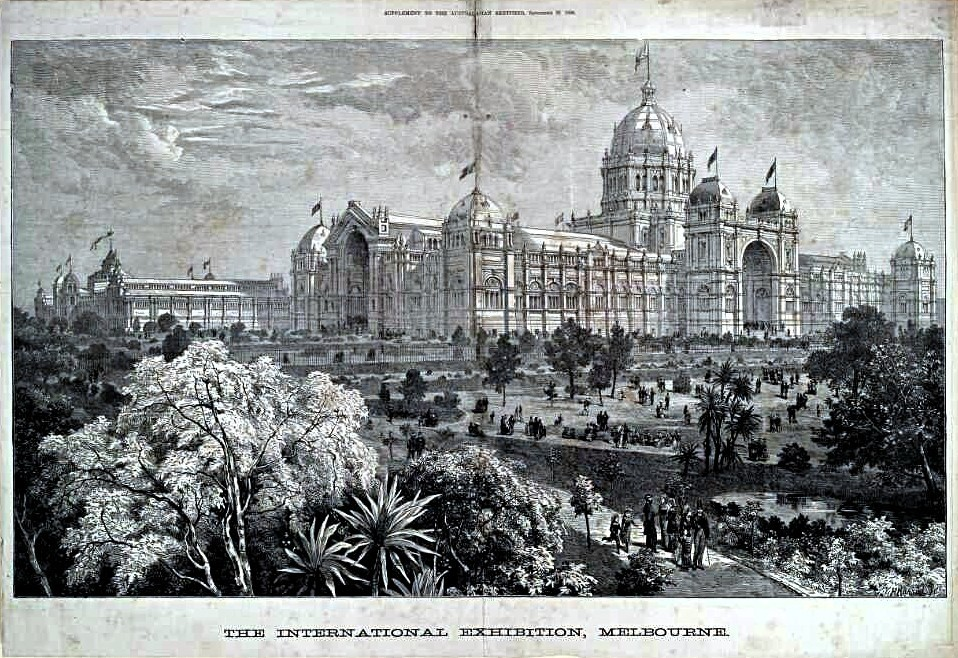
王立展示館